# Route nationale 517
Pour les articles homonymes, voir Route 517.
La route nationale 517, ou RN 517, est une ancienne route nationale française reliant Lyon à Morestel.
À la suite de la réforme de 1972, elle est devenue la RD 517. Mais depuis 2006, elle a été renommée RD 317 entre Lyon et la RN 346 (rocade est de Lyon).

## Ancien tracé
- Lyon (km 0) D 317
- Villeurbanne (km 6)
- Décines-Charpieu (km 10)
- Meyzieu (km 14) D 517
- Pusignan (km 19)
- Janneyrias (km 23)
- Charvieu-Chavagneux (km 28)
- Pont-de-Chéruy (km 29)
- Saint-Romain-de-Jalionas (km 33)
- Crémieu (km 37)
- Trept (km 46)
- Sablonnières, commune de Soleymieu
- Chassins, commune de Passins (commune déléguée d'Arandon-Passins)
- Passins, commune déléguée d'Arandon-Passins (km 54)
- Morestel (km 58)

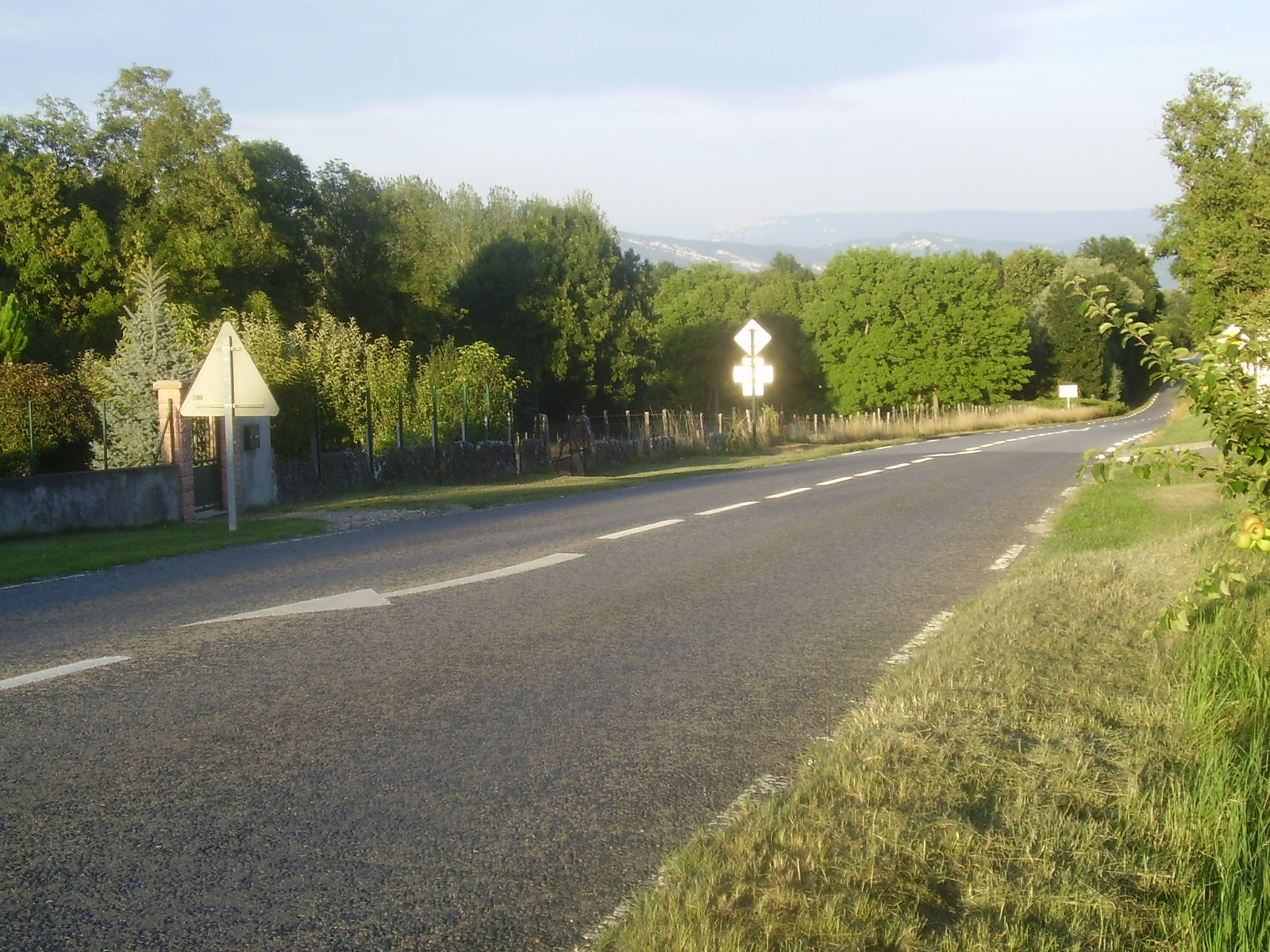
La RD 517 à Passins, direction Morestel
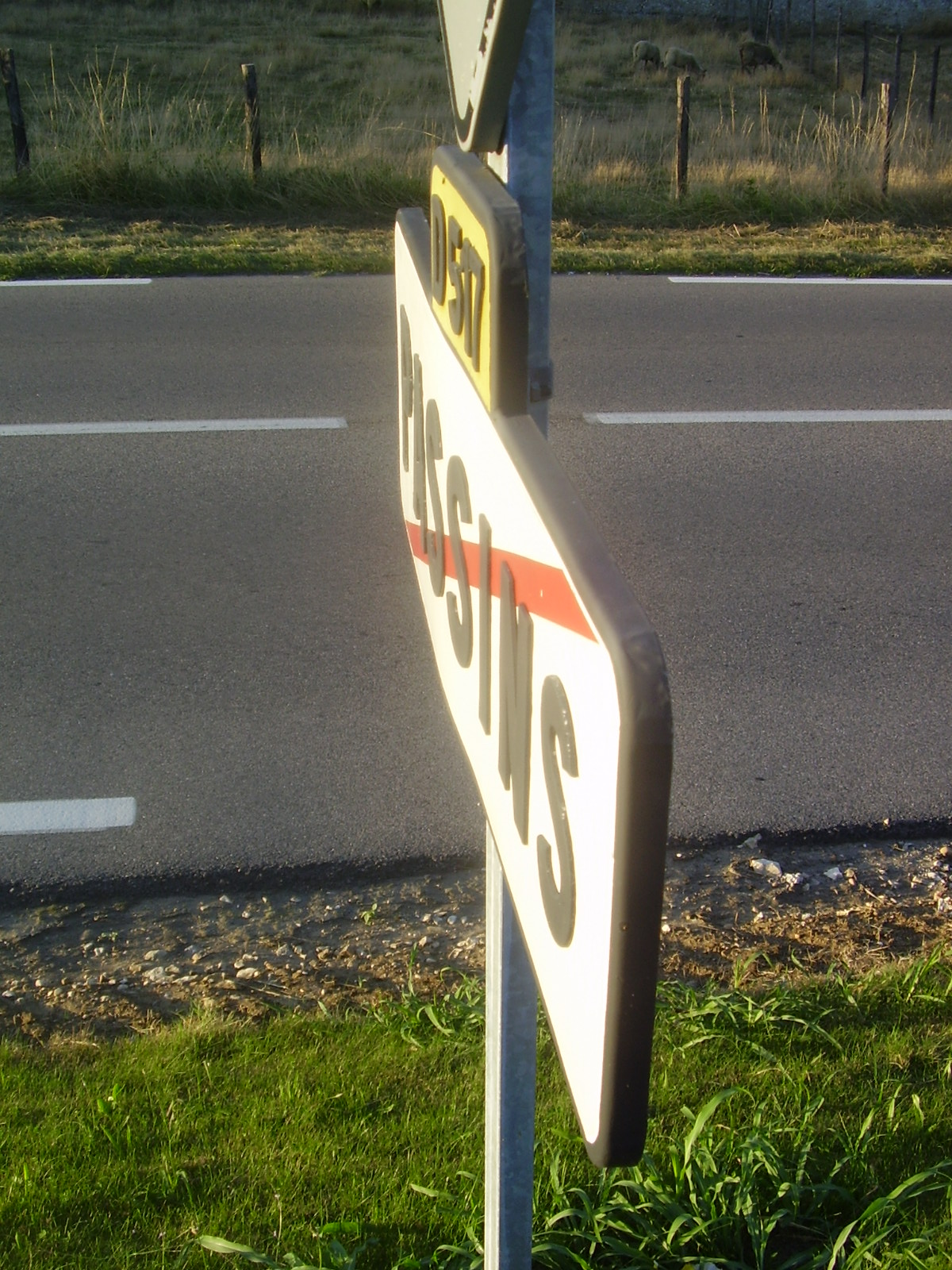
Panneau de sortie de Passins de la RD 517, de profil. Noter l’effet « ombre » des lettres sur le panneau.